# Primera B 1952
Het seizoen 1952 van de Primera B was het elfde seizoen van deze Uruguayaanse voetbalcompetitie op het tweede niveau.

## Teams
Er namen acht ploegen deel aan de Primera B in dit seizoen. Montevideo Wanderers FC was vorig seizoen vanuit de Primera División gedegradeerd, zes ploegen handhaafden zich op dit niveau en CS Cerrito promoveerde vanuit de Divisional Intermedia.
Zij kwamen in plaats van het gepromoveerde IA Sud América. Uruguay Montevideo FC degradeerde vorig seizoen naar het derde niveau.
| Club                      | Stad       | Stadion                             | Vorig seizoen |
| ------------------------- | ---------- | ----------------------------------- | ------------- |
| CA Artigas                | Montevideo | Parque Sixto Causeglia              | 7e            |
| CA Bella Vista            | Montevideo | Parque José Nasazzi                 | 3e            |
| CS Cerrito                | Montevideo | Cancha Chimborazo y Juan Acosta     | 1e (Int.)     |
| CA Fénix                  | Montevideo | Estadio Parque Capurro              | 2e            |
| CS Miramar                | Montevideo | Parque Campomar                     | 5e            |
| Montevideo Wanderers FC   | Montevideo | Estadio Parque Alfredo Víctor Viera | 10e (1ª)      |
| CA Progreso               | Montevideo | Parque Miguel Campomar              | 4e            |
| Racing Club de Montevideo | Montevideo | Estadio Parque Osvaldo Roberto      | 6e            |

## Competitie-opzet
Alle ploegen speelden tweemaal tegen elkaar. De kampioen promoveerde naar de Primera División. De ploeg die over de laatste twee seizoenen de slechtste resultaten had behaald degradeerde naar de Divisional Intermedia.
CA Bella Vista was de enige ploeg die na twee duels nog de maximale score had. In de derde speelronde verloren ze echter van CA Progreso, waardoor de koppositie werd overgenomen door degradant Montevideo Wanderers FC, dat nog maar een punt had laten liggen. Een wedstrijd later heroverde Bella Vista de leiding echter weer door Wanderers in een onderling duel te verslaan.
In de vijfde speelronde leed Bella Vista tegen CS Miramar hun tweede nederlaag van het seizoen. Mede door gelijke spelen van concurrenten waren er na die speelronde vijf ploegen die gedeeld aan kop gingen: Bella Vista, Miramar, Montevideo Wanderers, Progreso en Racing Club de Montevideo. Van dat kwintet wonnen enkel Bella Vista en Wanderers hun volgende twee wedstrijden. Zij gingen dus halverwege de competitie samen aan de leiding. Miramar en Progreso deelden de derde plaats met twee punten achterstand op de leiders. CA Artigas had zes van de zeven wedstrijden verloren en stond laatste.
In het begin van de terugronde lieten zowel Wanderers (tegen Progreso) als Bella Vista (een week later tegen promovendus CS Cerrito) een punt liggen. Hierna deelde Bella Vista echter ook de punten met Progreso en een wedstrijd later verloren ze van Montevideo Wanderers. Die ploeg had daardoor een voorsprong van drie punten op Bella Vista. Progreso stond derde met vier punten achterstand. De degradatiestrijd was wel al beslist: Artigas had uit de eerste vier duels van de tweede seizoenshelft slechts één punt gepakt. Dit opgeteld bij hun matige prestaties van vorig seizoen konden ze de laatste positie in de degradatietabel niet meer ontlopen.
Nadat Montevideo Wanderers in de twaalfde speelronde van Racing Club had gewonnen, versloegen ze een wedstrijd later ook Miramar. Hierdoor waren de Bohemios zeker van het kampioenschap en keerden ze na een jaar alweer terug op het hoogste niveau. In de strijd om de tweede plaats behield Bella Vista hun punt voorsprong op Progreso. Hierdoor mochten ze volgend seizoen wel meedoen aan het Torneo Competencia. Artigas beëindigde hun verblijf in de Primera B in mineur: de laatste wedstrijd tegen Miramar ging met 10–3 verloren.

### Eindstand
|    | Club                      | Sp. | W | G | V  | Pnt. | DV | DT | DS  |
| -- | ------------------------- | --- | - | - | -- | ---- | -- | -- | --- |
| 1. | Montevideo Wanderers FC   | 14  | 9 | 4 | 1  | 22   | 26 | 12 | +14 |
| 2. | CA Bella Vista            | 14  | 8 | 3 | 3  | 19   | 24 | 18 | +6  |
| 3. | CA Progreso               | 14  | 5 | 8 | 1  | 18   | 23 | 19 | +4  |
| 4. | CA Fénix                  | 14  | 5 | 3 | 6  | 13   | 26 | 15 | +11 |
| 5. | CS Miramar                | 14  | 6 | 1 | 7  | 13   | 28 | 20 | +8  |
| 6. | Racing Club de Montevideo | 14  | 3 | 6 | 5  | 12   | 18 | 20 | –2  |
| 7. | CS Cerrito                | 14  | 4 | 4 | 6  | 12   | 10 | 13 | –3  |
| 8. | CA Artigas                | 14  | 1 | 1 | 12 | 3    | 12 | 50 | –38 |

### Legenda
| Kleur | Kwalificatie voor                                             |
| ----- | ------------------------------------------------------------- |
|       | Promotie naar Primera División 1953 + Torneo Competencia 1953 |
|       | Torneo Competencia 1953                                       |

| Winnaar Primera B 1952           |
| -------------------------------- |
| Montevideo Wanderers FC 1e titel |

### Degradatie
Een ploeg degradeerde naar de Divisional Intermedia; dit was de ploeg die over de laatste twee jaar het minste punten had verzameld in de competitie (28 wedstrijden). Aangezien Montevideo Wanderers FC (gedegradeerd uit het hoogste niveau) en CS Cerrito (gepromoveerd vanuit het derde niveau) vorig seizoen nog niet in de Primera B speelden, telden hun behaalde punten in dit seizoen dubbel.
|    | Club                      | Sp. | 1951 | 1952 | Tot. |
| -- | ------------------------- | --- | ---- | ---- | ---- |
| 1. | Montevideo Wanderers FC   | 14  | –    | 22   | 44   |
| 2. | CA Fénix                  | 28  | 22   | 13   | 35   |
| 3. | CA Bella Vista            | 28  | 14   | 19   | 33   |
| 4. | CA Progreso               | 28  | 14   | 18   | 32   |
| 5. | CS Miramar                | 28  | 14   | 13   | 27   |
| 6. | CS Cerrito                | 14  | –    | 12   | 24   |
| 7. | Racing Club de Montevideo | 28  | 10   | 12   | 22   |
| 8. | CA Artigas                | 28  | 8    | 3    | 11   |

### Legenda
| Kleur | Degradatie naar            |
| ----- | -------------------------- |
|       | Divisional Intermedia 1953 |

## Topscorers
A.O. Miranda van Racing Club de Montevideo werd topscorer van de competitie met tien doelpunten.
| №  | Speler       | Club                      | Goals |
| -- | ------------ | ------------------------- | ----- |
| 1. | A.O. Miranda | Racing Club de Montevideo | 10    |